# Мочекаменная болезнь
Мочека́менная боле́знь (МКБ), или уролитиаз, — заболевание, проявляющееся формированием конкрементов в органах мочевыделительной системы.
Уролитиаз может регистрироваться в форме мелкозернистого, порошкообразного мочевого песка, крупнозернистого, а также камней, достигающих значительной величины. 
Иногда термины уролитиаз и нефролитиаз используются как синонимы, однако нефролитиазом более правильно называть наличие конкрементов в почках (но не в других отделах мочевыделительной системы). Вместе с тем нефролитиаз — наиболее частая причина появления конкрементов в нижележащих отделах; реже конкременты образуются в мочевом пузыре, вызывая его воспаление (цистит).
Уролитиаз распространён в любом возрасте, чаще всего — с 20 до 50 лет. Мочекаменная болезнь составляет 30—40 % среди причин госпитализации в урологические отделения больниц. Риск заболеть МКБ на протяжении всей жизни достигает 10%. Обструкция мочеточника конкрементом (почечная колика) проявляется острой спастической болью в поясничной области, тошнотой, рвотой, гематурией. При длительном анамнезе уролитиаза возможно развитие пиелита и пиелонефрита.

## Уролитиаз у животных
Заболевание сравнительно часто встречается у собак, мелкого рогатого скота, свиней и птиц. Камни могут находиться на всём протяжении мочеполового тракта и различаться формой, размерами и химическим составом (ураты, фосфаты, смешанные).

## Классификация камней
Почечные камни делятся на виды по их составу, размерам и форме.
Классификация по составу:
- оксалатные — образованные из оксалата кальция (кальциевой соли щавелевой кислоты);
- уратные — из солей мочевой кислоты, их образование обычно спровоцировано заболеванием, связанным с нарушением обмена веществ, например подагрой;
- цистиновые — возникают при нарушениях генетически обусловленного всасывания аминокислоты цистина в канальцах почек, встречаются редко, как и сама генетическая аномалия;
- струвитные (инфекционные камни) — образуются при инфекциях мочевыводящих путей.

Классификация по размерам:
- до 5 мм, удаляются неинвазивными методами (литокинетическая терапия, дистанционная ударно-волновая литотрипсия);
- от 5 мм до 2 см, удаляются малоинвазивными или неинвазивными методами (дистанционная ударно-волновая литотрипсия, контактная уретеролитотрипсия, ретроградная интраренальная хирургия);
- больше 2 см, удаляются малоинвазивной чрескожной нефролитотрипсией или, особенно в острых случаях, открытой полостной операцией (пиелолитотомией).

Классификация по форме:
- коралловидные;
- простые.

Согласно минералогической классификации камней, исследователи разделяют камнеобразующие вещества на неорганические и органические:
- неорганические
  - кальций-оксалат (вевелит, веделит);
  - кальций-фосфат (гидроксил- и карбонатапатит, витлокит, брушит, апатит);
  - магний-аммоний-фосфат (струвит).
- органические:
  - мочевая кислота, её соли, цистин, ксантин;
  - белок (повышение уровня белка в пище, часто наблюдается у спортсменов при употреблении большого количества спортпита с протеином);
  - урат аммония[14][уточнить].

Классификация в зависимости от расположения камней в анатомических структурах мочевых путей: в верхней, средней или нижней чашке, в лоханке, в верхнем, среднем или дистальном отделах мочеточника и в мочевом пузыре.
Классификация в зависимости от изображения камней на обзорной урографии:
- рентгеноконтрастные;
- рентгеннегативные.

## Этиология
Мочекаменная болезнь — многофакторное междисциплинарное заболевание. На вероятность его развития влияют генетические факторы, нарушения обмена веществ, особенности анатомии, а также образ жизни и пищевые привычки.
К образованию камней в почках приводят гиперпаратиреоз, подагра, сахарный диабет и другие хронические заболевания, связанные с нарушениями обмена веществ.
Факторами риска мочекаменной болезни являются особенности строения мочевыводящих путей, при которых нарушено прохождение мочи. Предрасположенность к мочекаменной болезни определяют 20 мутаций в геноме человека.

### Факторы МКБ
Исследователи выделяют три патофизиологических механизма формирования камней в почках: 
1. резко кислый рН мочи (рН < 5,5);
2. низкий диурез, связанный с недостаточным количеством употребляемой жидкости;
3. гиперурикемия[16][17].

Среди перечисленных причин МКБ высокая кислотность мочи считается наиболее пагубным патогенетическим фактором. В такой среде растворимость мочевой кислоты снижается, благодаря чему мочевая кислота кристаллизуется и преобразуется в камни.
Существует классификация, по которой выделяют экзогенные (особенности жизнедеятельности, приём некоторых лекарственных препаратов) и эндогенные (инфекции мочевых путей, эндокринопатия, анатомические изменения в мочевых путях, заболевания внутренних органов, генетическая предрасположенность) факторы МКБ.

## Инструментальные исследования
Самые популярные и информативными способы диагностики МКБ — лучевые методы исследования, среди которых:
1. Урография обзорная и экскреторная (с контрастом)[14],
2. Рентген (ретроградная уретеропиелография),
3. Магнитно-резонансная урография[19],
4. Виртуальная эндоскопия,
5. Компьютерная томография (КТ) без контрастирования,
6. Ультразвуковое исследование (УЗИ).

Урография — рентгеновский метод исследования. Обзорная урография позволяет определить общую картину, установить наличие конкрементов. Экскреторный рентген почек проводится с введенное в организм контрастного вещества, этот метод даёт больше информации о функции почек и мочеточников, также позволяет выявить камни.
Наиболее распространенным методом является УЗИ, которое помогает оценить степень расширения чашечно-лоханочной системы и мочеточника; диагностировать наличие камней; определить состояние контралатеральной почки.

## Лечение
Почечные камни необходимо вовремя удалить во избежание возникновения осложнений (самое частое осложнение мочекаменной болезни — воспаления почки). Метод удаления камня(ей) зависит от их состава, размеров и выраженности симптомов.
Помимо открытой операции по удалению камней из почек — пиелолитотомии — используются неинвазивные методы: литокинетическая и литолитическая терапия, также дистанционная ударно-волновая литотрипсия, и малоинвазивные: контактная уретеролитотрипсия, ретроградная интраренальная хирургия, чрескожная нефролитотрипсия.
При почечной колике в первую очередь необходимо применение нестероидных противовоспалительных препаратов, которые снимают не только боль, но и воспаление.
Если камень в мочеточнике и размеры позволяют ему выйти самостоятельно, то кроме применения НПВП ничего не требуется.
При бессимптомном течении мочекаменной болезни, как правило, выбирают тактику наблюдения.
Литокинетическая терапия (выведения камня по мочеточнику без операции) применяется в случае камня менее 5 мм и если нет нарушения оттока мочи, продолжительность такой терапии — до месяца.
Литолитическая терапия применяется для удаления уратных камней и представляет собой попытки растворить камень цитратными смесями, лечение длится от трёх месяцев до полугода.
При камнях из мочевой кислоты возможно применение перорального хемолиза, в основе лечения лежит подщелачивание мочи с помощью приёма цитратных смесей или двууглекислого натрия.
Возможно применение дистанционной литотрипсии, но у неё имеются такие противопоказания, как беременность, геморрагический диатез, тяжёлая степень ожирения, анатомическая обструкция мочевыводящих путей дистальнее камня.
Дистанционная ударно-волновая литотрипсия представляет собой разрушение камня ультразвуком, обычно аппаратом, прислонённым к коже. Метод применяется при размерах камней не более 2 см, расположенных в самой почке или в верхней трети мочеточника.
Контактная уретеролитотрипсия — введение зонда через уретру и мочевой пузырь в мочеточник, разбиение камня и удаление осколков инструментом. Метод применяется для удаления камней больше 5 мм размерами, расположенных в мочеточнике, в том числе если в мочеточнике находится цепочка камней («каменная дорожка»).
Ретроградная интраренальная хирургия — удаление камней из почки подобно тому, как удаляются камни из мочеточника в контактной уретеролитотрипсии. Применяется в случаях неэффективности дистанционной ударно-волновой литотрипсии и в случаях неприменимости других методов при размерах камней до 2 см.
Чрескожная нефролитотрипсия — эндоскопическая операция по удалению камня из почки, проводимая через прокол в спине. Метод используется для удаления любых камней из почечной лоханки. Его недостаток — относительно большая травматичность. После операции иногда используется катетер для удаления жидкости из прооперированного места, чтобы избежать инфекционного заболевания (например, пиелонефрита).
Стандартом лечения крупных камней является чрескожная нефролитотрипсия. Кроме того, существует ещё несколько хирургических методов лечения: уретерореноскопия, открытые и лапароскопические операции.
Если ни один из неинвазивных и малоинвазивных методов не помогает или неприменим, камни удаляют пиелолитотомией — полостной открытой операцией.